# Habitatge 1 al carrer Únic d'Aulàs
L'Habitatge 1 al carrer Únic d'Aulàs és un edifici de Tremp (Pallars Jussà) protegit com a Bé Cultural d'Interès Local.

## Descripció
Es tracta d'un edifici construït a tres vents i amb tres nivells d'alçat adaptats al desnivell del terreny. Presenta les façanes arrebossades i la seva entrada principal situada al carrer central del nucli; aquesta obertura està conformada per un arc de mig punt d'obra. El frontis posterior de gran longitud, mostra una disposició relativament ordenada de les obertures, totes elles rectangulars, amb llindes de fusta i emmarcades per franges llises de morter. Destaca el balcó corregut situat en la segona planta, amb volada d'obra i barana metàl·lica de barrots simples

## Història
No es disposa de dades documentals sobre la construcció de l'immoble que, tipològicament, respon a les característiques de l'arquitectura civil del segle xix, en aquest cas aplicada a un àmbit rural que accentua la seva austeritat i l'escassa qualitat dels materials emprats.